# Ali Chouhad
 (juillet 2020).
Ali Chouhad, né en 1965 à Issafen, au pied de l'Anti-Atlas dans la région de Souss, est un compositeur, poète et chanteur marocain chleuh,.

## Biographie
Ali Chouhad est né en 1965 dans la région d'Issafen Iberkak dans l'Anti-Atlas entre Taroudant et Tata. Il a grandi dans une famille de poètes et il s'est donné à la satire poétique dès son adolescence.
En 1976, il a créé le groupe musical Izmaz et puis le groupe Archach en 1979 avec les jeunes de sa région, ensuite il a choisi de commencer une carrière solo au nom de Archach Ali Chouhad jusqu'à nos jours. Il est considéré comme un innovateur dans la musique berbère.
En 2019, il a participé avec les artistes de l'orchestre philharmonique Amazigh dans plusieurs festivals au Maroc,.

## Discographie
Avec une inspiration du répertoire des poètes berbères classiques, il a pu écrire la plupart des poèmes de ses chansons pour le groupe Archach et en solo.
- Igudar N’Souss (les greniers du Souss - Album)
- Awinou Tfeltiyid (tu m'a quitté)
- Yan Dar Zher (ceux qui ont la chance)
- Aaql Awino Matskert (rappelle toi de ce que tu as fait)
- Tga lmut lfṛḍ (la mort est obligatoire)
- Asddulfu, (alphabétisation)
- Lalla wmali
- Lεfu lillah, (Dieu est clément)
- Mani s kullu ddan ? (où sont-ils tous allés)
- aγṛum abazin, (le pain nu)
- sidi Ḥmmou
- tjla nufatt, (perdu est retrouvé)
- aγaras aγaras, (chemin, chemin)
- Âchrin r n usggwas, (vingt ans)
- idda ur idda, (il est parti, il n’est pas parti)
- naḥya bdda, (favoritisme)
- ini kra, (dis quelque chose)